# Wojskowo-Cywilna Misja Medyczna w Lombardii
Wojskowo-Cywilna Misja Medyczna w Lombardii – operacja humanitarna zrealizowana przez Wojskowy Instytut Medyczny przy udziale Polskiego Centrum Pomocy Międzynarodowej w dniach 30 marca – 9 kwietnia 2020 roku. Jej celem była wymiana doświadczeń dotyczących form i sposobów organizacji krajowego systemu ochrony zdrowia pod kątem skuteczności zarządzania walką z epidemią SARS-CoV-2, a także wsparcie miejscowego systemu ochrony zdrowia w zwalczaniu COVID-19 na terenie Lombardii.
Zadanie realizowane było w okresie największego przyrostu liczby zakażonych oraz zgonów spowodowanych wybuchem epidemii SARS-CoV-2 w regionie. Misją dowodził Jacek Siewiera. Koordynatorem części cywilnej był Michał Madeyski. W misji wzięło udział 15 ochotników:
- 8 lekarzy i ratowników medycznych z Wojskowego Instytutu Medycznego[4],
- 6 lekarzy i ratowników medycznych z Polskiego Centrum Pomocy Międzynarodowej[5],
- 1 ratownik medyczny z Centrum Ratownictwa[6].

Zespół Wojskowo-Cywilnej Misji Medycznej w Lombardii realizował zadania w szpitalu cywilnym ASST w Brescii, gdzie utworzył od podstaw „Polski Oddział Intensywnej Terapii”, będący szóstym oddziałem tego typu rozwiniętym w szpitalu na potrzeby walki z COVID-19.
Obecność Wojskowo-Cywilnej Misji Medycznej do Lombardii została zauważona na przez przewodniczącą Komisji Europejskiej, Ursulę von der Leyen, która stwierdziła w wywiadzie: „To, co widzę dziś w Europie, wskazuje drogę i napełnia mnie dumą. Przyszłością Europy są polscy lekarze wyjeżdżający do Włoch. To Czesi wysyłający 10 000 masek do Hiszpanii i innych krajów.”